# Ford Bronco
 (avril 2020).
Si vous disposez d'ouvrages ou d'articles de référence ou si vous connaissez des sites web de qualité traitant du thème abordé ici, merci de compléter l'article en donnant les références utiles à sa vérifiabilité et en les liant à la section « Notes et références ».
Pour les articles homonymes, voir Bronco (homonymie).
La Ford Bronco est un véhicule utilitaire sport du constructeur américain Ford. Il fut produit de 1966 à 1996 sous cinq générations de modèles différents.
Une refonte majeure en 1978 a déplacé le Bronco à une taille supérieure, en utilisant un châssis de camion Ford F Series raccourci pour rivaliser avec le similaire Chevy Blazer K5 et le Dodge Ramcharger.
Il est aussi connu pour être le véhicule utilisé par OJ Simpson lors de sa course poursuite le 17 juin 1994 face à la police.

## Première génération (1966)
L'idée derrière le Bronco a commencé au début des années 1960 avec le chef des produits Ford, Donald N. Frey (qui a également conçu la Ford Mustang), et il a été conçu par l'ingénieur de Ford, Paul G. Axelrad, Lee Iacocca approuvant le modèle final pour une production en février 1964, après que les premiers modèles en argile aient été construits mi-1963. Développé comme un véhicule tout-terrain, le Bronco était destiné à concurrencer le Jeep CJ-5, l'International Harvester Scout et le Toyota Land Cruiser. Considéré aujourd'hui comme un SUV compact en termes de taille, le marketing de Ford montre un exemple très précoce de promotion pour un véhicule tout-terrain civil en tant que «véhicule utilitaire» (la version pick-up à deux portes),.
Se vendant initialement bien, après l'introduction du Chevrolet Blazer, du Jeep Cherokee et de l'International Scout II (de 1969 à 1974), la demande s'est déplacée vers des SUV avec de meilleures capacités sur route, entraînant une baisse de la demande pour le Bronco.

### Châssis
Le Bronco de première génération est construit sur un châssis spécifiquement développé pour sa gamme de modèles, partagé avec aucun autre véhicule de Ford ou de Lincoln-Mercury. Construit sur un empattement de 2 337 mm (taille entre le CJ-5 et le Scout; seulement 25 mm plus court que le CJ-7 ultérieur), le Bronco utilisait une construction de carrosserie sur châssis en caisson.
Pour simplifier la production, tous les exemplaires étaient vendus avec quatre roues motrices; une boîte de transfert Dana 20 à changement de vitesse et des moyeux verrouillables étaient standards. L'essieu arrière était un essieu Ford de 229 mm, avec entraînement Hotchkiss et ressorts à lames; l'essieu avant était un Dana 30, remplacé par un Dana 44 en 1971. Contrairement aux poutres jumelles en I des gros SUV de Ford, le Bronco utilisait des bras à rayon pour localiser l'essieu avant à ressorts hélicoïdaux, ainsi qu'une barre de voie latérale, permettant un rayon de braquage de 10,36 m, un long débattement des roues et une géométrie anti-plongée (utile pour le déneigement). Un système de suspension plus robuste était une option, ainsi que des ressorts avant pneumatiques.

#### Groupe motopropulseur
Lors de son lancement en août 1965, le Bronco était proposé avec un moteur six cylindres en ligne de 2 786 cm3. Dérivé de la Ford Falcon, le moteur de 106 ch (78 kW) a été modifié avec des poussoirs de soupapes solides, un carter d'huile de 5,7 L, une pompe à essence robuste, un filtre à air à bain d'huile et un carburateur avec un bol à flotteur compensé contre le basculement. En mars 1966, un V8 203 ch (149 kW) de 4 736 cm3 a été introduit en option. Pour l'année modèle 1969, le V8 289 a été agrandi à 4 949 cm3, restant jusqu'à l'année modèle 1977. Pour 1973, un moteur six cylindres en ligne de 3 277 cm3 est devenu le moteur standard, proposé jusqu'en 1977.
Pour réduire les coûts de production, le Bronco était uniquement proposé, lors de son lancement, avec une transmission manuelle à trois vitesses, avec levier de vitesses sur colonne et boîte de transfert au sol (le levier de vitesses au sol devenant plus tard une modification populaire). En 1973, en réponse à la demande des acheteurs, une transmission automatique à trois vitesses était proposée en option.

### Conception de la carrosserie
Étant le thème central du Bronco de première génération, le style était subordonné à la simplicité et à l'économie, de sorte que toutes les vitres étaient plates, les pare-chocs étaient des sections en C à angles droits et le revêtement des portes gauche et droit étaient symétriques (avant l'installation de la quincaillerie pour le montage des portes).
Pour 1966, trois configurations de carrosserie étaient proposées pour le Bronco, y compris un SUV deux portes, un pick-up simple cabine, et un roadster à carrosserie ouverte. À son prix de base de 2 194 $ (17 507 $ en dollars de 2018), le Bronco comprenait peu de commodités de série. Cependant, un grand nombre d'options étaient proposées par Ford et ses concessionnaires, notamment des sièges avant baquets, une banquette arrière, un tachymètre et une radio CB, ainsi que des éléments fonctionnels tels qu'une barre de remorquage, un réservoir d'essence auxiliaire, une prise de force, un chasse-neige, un treuil et une pelle à trous. Les accessoires du marché secondaire comprenaient des camping-cars, des unités avec surmultiplication et la gamme habituelle de roues, de pneus, de châssis et de pièces de moteur pour des performances accrues.
Pour 1967, Ford a introduit la finition optionnelle Sport pour le Bronco SUV. Principalement composé de garnitures extérieures et d'enjoliveurs chromés, la finition Sport se distinguait par un lettrage FORD peint en rouge sur la calandre Pour 1970, le Bronco Sport est devenu un modèle autonome plutôt qu'une finition optionnelle.
Pour se conformer à la réglementation fédérale, le Bronco a été équipé de feux de recul et de feux de position latéraux (en 1967 et 1968, respectivement). Après avoir lutté avec les ventes, le Bronco roadster à carrosserie ouverte a été retiré après l'année modèle 1968.
Après 1972, le Bronco pick-up simple cabine a été retiré; Parallèlement à ses ventes inférieures à celles du SUV, Ford avait introduit un plus grand pick-up compact, le Ford Courier.
Dans une révision mineure, pour 1977, les bouchons de réservoir de carburant montés à l'extérieur ont été remplacés avec des portes à charnières (comme sur tous les autres SUV de Ford).

### Finition
Initialement proposé en tant que niveau de finition unique avec une longue liste d'options, Ford a introduit, pour 1967, la finition optionnelle Sport pour le Bronco SUV. Principalement composé de garnitures extérieures et d'enjoliveurs chromés, la finition Sport se distinguait par un lettrage FORD peint en rouge sur la calandre Pour 1970, le Bronco Sport est devenu un modèle autonome plutôt qu'une finition optionnelle.
Pour 1972, conformément aux pick-ups F-Series, la finition Ranger est devenue le Bronco haut de gamme, offrant des rayures sur la carrosserie, des enjoliveurs de roue spécifiques au modèle, des sièges en tissu, des panneaux de porte en similibois et un intérieur recouvert de moquette.
Dans la révision intérieure de 1975, le Bronco Sport et le Bronco Ranger ont adopté le volant à deux branches du F-Series.

### Ventes
| Année | Unités |
| ----- | ------ |
| 1966  | 23 776 |
| 1967  | 14 230 |
| 1968  | 16 629 |
| 1969  | 20 956 |
| 1970  | 18 450 |
| 1971  | 19 784 |
| 1972  | 21 115 |
| 1973  | 21 894 |
| 1974  | 25 824 |
| 1975  | 13 125 |
| 1976  | 15 256 |
| 1977  | 14 546 |

### Courses
En 1965, le constructeur de voitures de course Bill Stroppe a réuni une équipe de Bronco pour une compétition tout-terrain longue distance. En partenariat avec Holman-Moody, les Bronco Stroppe/Holman/Moody (SHM) ont participé aux Mint 400, Baja 500 et Mexican 1000 (nommé plus tard Baja 1000). En 1969, SHM a de nouveau inscrit une équipe de six Bronco dans le Baja 1000. En 1971, une finition "Bronco Baja" a été commercialisé par les concessionnaires Ford, avec une direction assistée à rapport rapide, transmission automatique, élargisseurs d'ailes couvrant des pneus Gates Commando, un arceau de sécurité, pare-chocs renforcés, un volant rembourré et peinture rouge, blanche, bleue et noire distinctive. Au prix de 5 566 $ US, contre le prix de 3 665 $ du Bronco V8 standard, seulement 650 unités ont été vendus au cours des quatre prochaines années.
En 1966, un Bronco "voiture amusante" construit par Doug Nash pour une piste de dragster de 402 m a terminé avec un temps d'environ moins de 8 secondes, mais il a été mis à l'écart par les organisations de sanction lorsque les pick-up et les cadres en aluminium ont été interdits.

## Deuxième génération (1978)
Pour l'année modèle 1978, le Bronco de deuxième génération a été introduit; pour mieux concurrencer les Chevrolet K5 Blazer, Dodge Ramcharger et Jeep Cherokee, le Bronco est entré dans le segment des SUV full-size. Au lieu d'un châssis spécifique au modèle, le Bronco est directement adapté du Ford F-Series, devenant une version raccourcie du F-100 4x4. Initialement destiné à un lancement en 1974, le Bronco de deuxième génération (nommé "Project Shorthorn" lors de son développement) a été reporté à 1978 en réponse à des problèmes d'économie de carburant liés à la crise du carburant de 1973; le Bronco de deuxième génération a été mis en vente après que le développement ait été presque finalisé sur son successeur de 1980.
Dans une rupture notable par rapport à une période de réduction de la taille des véhicules dans l'industrie automobile américaine, le Bronco de deuxième génération a considérablement augmenté en taille, ajoutant 305 mm d'empattement, environ 711 mm de longueur, 279 mm de largeur et 102 mm de hauteur; selon la configuration du groupe motopropulseur, le Bronco a gagné de 500 à 730 kg de poids à vide par rapport à son prédécesseur.
Le Bronco de deuxième génération marque l'introduction d'une conception commune avec le Ford F-Series et il a conservé le style de carrosserie à toit rigide amovible pour le SUV trois portes, bien que maintenant uniquement en fibre de verre sur la zone des sièges arrière (et non plus un toit en acier sur toute la longueur), et il s'est poursuivie jusqu'au retrait de la gamme de modèles en 1996. Malgré son cycle de production court (seulement deux ans), le Bronco de deuxième génération a fait ses preuves, dépassant pour la première fois le Blazer et le Ramcharger dans les ventes; la demande initiale était si forte que les clients devaient attendre plusieurs mois pour recevoir leurs véhicules chez les concessionnaires.

### Châssis
La deuxième génération de Bronco est basée sur le châssis du pick-up Ford F-100 (sixième génération de 1973-1979). Environ un 305 mm plus court que le F-100 le plus court, le Bronco a un empattement de 2 642 mm (305 mm de plus que le Bronco précédent). Le Bronco de deuxième génération est toujours exclusivement équipé de quatre roues motrices; un système à temps partiel était standard avec la boîte de transfert New Process 205 à engrenages avec l'option de quatre roues motrices permanentes et une boîte de transfert New Process 203 à entraînement par chaîne.
La deuxième génération de Bronco est dotée d'un essieu avant Dana 44 à ressorts hélicoïdaux et d'un essieu arrière Ford à ressorts à lames de 229 mm (similaire aux Bronco de première génération). Les Bronco de première et deuxième génération ont tous deux une suspension avant non indépendante (essieu avant rigide). La troisième génération et les versions ultérieures sont équipées du système de suspension avant indépendante Ford/Dana à double poutre de traction.
Deux moteurs V8 différents étaient proposés pour la deuxième génération de Bronco : le 351M de 5,8 L et le 400 de 6,6 L. Tout en offrant pratiquement la même puissance de sortie, le moteur 400 produisait un couple plus élevé que le moteur 351M. Comme le V8 460 était limité aux pick-ups F-Series à propulsion arrière, il n'était pas proposé dans le Bronco.
Pour 1979, Ford a ajouté des contrôles d'émissions à ses moteurs de SUV légers; le Bronco a gagné un convertisseur catalytique (parmi d'autres équipements) dans les deux configurations de moteur,.
| Détails du groupe motopropulseur du Ford Bronco de 1978-1979 | Détails du groupe motopropulseur du Ford Bronco de 1978-1979 | Détails du groupe motopropulseur du Ford Bronco de 1978-1979 | Détails du groupe motopropulseur du Ford Bronco de 1978-1979 | Détails du groupe motopropulseur du Ford Bronco de 1978-1979 | Détails du groupe motopropulseur du Ford Bronco de 1978-1979 |
| Moteur                                                       | Production                                                   | Configuration                                                | Carburation                                                  | Sortie                                                       | Sortie                                                       |
| Moteur                                                       | Production                                                   | Configuration                                                | Carburation                                                  | Puissance                                                    | Couple                                                       |
| ------------------------------------------------------------ | ------------------------------------------------------------ | ------------------------------------------------------------ | ------------------------------------------------------------ | ------------------------------------------------------------ | ------------------------------------------------------------ |
| V8 351M (335/Cleveland) de Ford                              | 1978–1979                                                    | V8 de 5 768 cm3 (5,8 L) avec 16 soupapes                     | double corps                                                 | 158 ch (116 kW) (1978) 160 ch (118 kW) (1979)                | 355 N m                                                      |
| V8 400 (335/Cleveland) de Ford                               | 1978–1979                                                    | V8 de 6 588 cm3 (6,6 L) avec 16 soupapes                     | double corps                                                 | 160 ch (118 kW) (1978) 158 ch (116 kW) (1979)                | 375 N m                                                      |

### Carrosserie
Remplaçant les configurations de carrosserie multiples de la première génération, le Bronco de deuxième génération était uniquement proposé en tant que SUV 3 portes avec un toit rigide arrière amovible. Au cours de son développement sous le nom de Project Shorthorn, une exigence centrale de Ford était d'adopter la carrosserie du F-100 avec une modification minimale. Comme pour son châssis, le Bronco de deuxième génération tire une grande partie de sa carrosserie de la gamme des pick-ups F-Series, partageant les portes, la ligne de toit avant et de la tôlerie, et l'intérieur avec le F-Series.
Conservant la carrosserie SUV de son prédécesseur, les concepteurs de Ford sont passés d'un toit rigide sur toute la longueur (comme sur le précédent Bronco et sur le Jeep CJ-7) à un toit rigide amovible derrière les montants B. Conçue par Dick Nesbitt, la configuration a atteint une plus grande similitude avec le F-100 (partageant les portes et l'emboutissage du toit); l'attention s'est portée sur la minimisation des fuites autour des joints supérieurs (un problème lié à la conception du K5 Blazer à toit rigide de l'époque). Dans une configuration similaire au Ford LTD Country Squire, la vitre de la lunette arrière s'abaissait dans le hayon (via un interrupteur monté sur le tableau de bord ou en utilisant la clé à l'extérieur), permettant au hayon de se rabattre.
Coïncidant avec le F-100 commun, le Bronco de deuxième génération a pour la première fois introduit de nouvelles fonctionnalités dans la gamme de modèles, notamment la climatisation, la radio et la direction inclinable,. Alors que la version deux places est restée standard, une version plus large de 279 mm permettait une banquette avant trois places; avec une banquette arrière rabattable et amovible, le Bronco est pour la première fois devenu un véhicule six places,.
Pour 1979, le Bronco a peu changé par rapport aux modèles de 1978. Comme sur le F-Series, les phares rectangulaires (introduits sur la finition Ranger pour 1978) sont devenus la norme sur tous les Bronco. Dans une révision de l'intérieur, les sièges avant indépendants sont devenus une option.

### Finition
Pour le Bronco de deuxième génération, la gamme de modèles a adopté la même nomenclature de finition que le F-Series. Le Bronco Custom était le modèle de finition standard et le Bronco Ranger XLT était la finition haut de gamme. Pour 1978, comme pour les pick-ups F-Series, les Custom étaient équipés de phares ronds tandis que les Ranger XLT avaient des unités rectangulaires, qui sont devenues la norme pour tous les Bronco en 1979.
En 1978 et 1979, aux côtés de l'Econoline, du F-Series et du Courier, le Bronco était vendu avec la finition cosmétique optionnelle "Free-Wheelin'" sur les versions Custom et Ranger XLT. Avec des rayures tricolores et des garnitures extérieures noircies, la finition comportait des rayures extérieures révisées pour 1979.

### Ventes
| Année | Unités  |
| ----- | ------- |
| 1978  | 77 917  |
| 1979  | 104 038 |

## Troisième génération (1980)
Débutant le développement de la production en 1977 (avant que son prédécesseur ne soit mis en vente), le Bronco de 1980-1986 a été conçu pour répondre à de nombreuses préoccupations qui entouraient le Bronco de 1978-1979. Nominalement plus court et plus léger, le Bronco de 1980 a été conçu pour adopter un groupe motopropulseur plus efficace tout en conservant ses dimensions full-size.
En 1982, le Ford Bronco II fait ses débuts ; sans rapport avec le Bronco full-size, le Bronco II était un SUV compact basé sur un pick-up Ranger raccourci et de taille similaire au Bronco de 1966-1977.

### Châssis
Toujours basé sur le Ford F-Series, le Bronco de 1980-1986 est basé sur le Ford F-150 (septième génération de 1980-1986). Bien que basé sur un tout nouveau châssis, le Bronco a conservé son empattement de 2 642 mm. Les deux boîtiers de transfert ont été remplacés par une version New Process 208.
À l'avant, le Bronco de 1980-1986 est équipé d'un essieu avant Dana 44 avec suspension avant indépendante Ford TTB (Twin Traction Beam). Comme pour le Bronco de 1978-1979, l'essieu arrière est un essieu Ford de 229 mm à ressorts à lames.
Pour la première fois depuis 1977, le Bronco était équipé de série d'un moteur six cylindres en ligne; le six cylindres en ligne de 4 916 cm3 (4,9 L) était uniquement disponible avec une transmission manuelle. Le V8 400 a été abandonné, le moteur 351M prenant sa place et le V8 302 faisant son retour en tant que V8 de base. Le moteur Windsor 351 a fait ses débuts dans le Bronco en remplaçant le moteur 351M en 1982; gagnant une version à "haut rendement" de 213 ch (157 kW) en 1984,. En 1985, le V8 302 de 5,0 L a vu son carburateur remplacé par un système d'injection électronique multipoint, passant à 193 ch (142 kW) (le V8 5,8 L standard de 158 ch (116 kW) a été abandonné en 1986).

### Carrosserie
Comme son prédécesseur de 1978-1979, le Bronco de 1980-1986 partage une grande partie de sa tôlerie externe avec la gamme de pick-ups F-Series, avec les mêmes pièces depuis les portes jusqu'à l'avant. Sur la base d'une proposition de conception utilisée à l'origine dans le développement du Bronco de génération précédente, le montant B de la ligne de toit a été légèrement modifié pour produire une meilleure étanchéité pour le toit rigide. Avant 1984, le toit rigide incluait une vitre coulissante en option.
Pour 1982, le Bronco a subi un léger lifting en adoptant le logo Ovale Bleu de Ford, remplaçant le lettrage "F-O-R-D" du capot, et les emblèmes du cheval bronco a été retiré des ailes.

### Finition
Le Bronco de 1980-1986 a adopté les mêmes niveaux de finition que les pick-ups Ford F-Series. Après l'introduction du pick-up compact Ford Ranger, le Bronco a adopté les finitions Bronco Base (remplaçant Custom), Bronco XL et Bronco XLT.
En 1985, Ford a ajouté une finition Eddie Bauer pour le Bronco. Doté d'un extérieur bicolore de couleur assortie, la finition comportait un intérieur sur le thème de l'extérieur.

### Ventes
| Année | Unités |
| ----- | ------ |
| 1980  | 44 353 |
| 1981  | 39 853 |
| 1982  | 40 782 |
| 1983  | 40 376 |
| 1984  | 40 376 |
| 1985  | 54 562 |
| 1986  | 62 127 |

### Assemblage australien
En dehors des États-Unis, la troisième génération de Bronco était également assemblée en Australie par Ford Australie, utilisant des moteurs six cylindres de 4,1 litres et des moteurs V8 de 5,8 litres produits localement. Il a été commercialisé en Australie de mars 1981 à 1987.

## Quatrième génération (1987)
Pour l'année modèle 1987, le Bronco de quatrième génération a été conçu en tant que version à empattement court du Ford F-150 de huitième génération. Partageant son châssis avec la génération précédente, le Bronco de 1987 a reçu un certain nombre de mises à jour à la fois à l'extérieur et à l'intérieur. Partageant un carénage avant commun avec le F-Series, le Bronco a reçu un pare-chocs avant remodelé, une calandre avant plus plate et un capot remodelé; les phares composites ont remplacé les anciennes unités à faisceau scellé. Dans une autre révision de la carrosserie, les ouvertures de roue ont été remodelées. L'intérieur a reçu des sièges avant redessinés, panneaux de porte repensés, tableau de bord et commandes repensés (y compris un nouveau volant) et instrumentations redessinés.
Le Bronco a repris ses moteurs 6 cylindres en ligne de 4,9 L, V8 de 5,0 L et V8 à haut rendement de 5,8 L des générations précédentes; introduit pour la première fois sur le V8 de 5,0 L en 1985, l'injection de carburant a été ajoutée au 6 cylindres en ligne en 1987 et au V8 de 5,8 L en 1988. Les transmissions manuelles à 4 vitesses de la génération précédente ont été remplacées par deux transmissions manuelles à 5 vitesses différentes provenant de Mazda. La boîte automatique C6 à 3 vitesses était proposée de 1987 à 1990, abandonnée au profit de l'AOD à 4 vitesses équipé d'une surmultiplication (1990 uniquement) et de l'E4OD plus robuste (1990-1991).
Dans l'intérêt de la sécurité, les freins antiblocage aux roues arrière sont devenus la norme pour le modèle de 1987,. En option, une commande à bouton-poussoir a été introduite pour le système à quatre roues motrices en 1987,. Pour 1988, les plaques de protection pour la boîte de transfert sont devenues un équipement standard.

### Éditions spéciales
Pour commémorer 25 ans de production, Ford a offert un Bronco Silver Anniversary Edition pour l'année modèle 1991. C'était une finition cosmétique optionnelle, le Silver Anniversary Edition comportait une peinture extérieure Currant Red (exclusive à la finition) et un intérieur en cuir gris (c'était la première fois que des sièges en cuir étaient disponibles pour un Bronco).
De 1991 à 1992, la finition optionnelle Nite présentait un extérieur complètement noirci avec des graphismes contrastés. Aux côtés de la finition haut de gamme Eddie Bauer, les deux éditions spéciales n'étaient disponibles qu'avec un moteur V8 et une transmission automatique.

### Ventes
| Année | Unités |
| ----- | ------ |
| 1987  | 43 074 |
| 1988  | 43 074 |
| 1989  | 69 470 |
| 1990  | 54 832 |
| 1991  | 25 001 |

## Cinquième génération (1992)
Pour l'année modèle 1992, le Bronco de cinquième génération a suivi le développement de la conception du Ford F-150 de neuvième génération. Toujours en conservant le châssis introduit pour l'année modèle 1980, le carénage avant du Bronco a adopté des révisions aérodynamiques supplémentaires. Bien que conçu avec une calandre, un pare-chocs avant et des phares plus grands, le carénage avant a reçu un design légèrement arrondi.

### Changements du modèle
L'intérieur a de nouveau vu des mises à jour du tableau de bord et de l'instrumentation, avec l'ajout de sièges avant en cuir en option pour les finitions XLT et Eddie Bauer ainsi qu'un télédéverrouillage avec une alarme antivol en option. Des sièges en cuir marron et bleu ont été proposés de 1992 jusqu'à la fin de la production. Après avoir eu des vitres et des serrures électriques en option tout au long des années 1980, des rétroviseurs électriques ont été proposés pour la première fois en 1992. En 1996, le Ford Bronco est devenu le premier véhicule de Ford à incorporer des clignotants dans ses rétroviseurs extérieurs.
La cinquième génération a introduit des changements supplémentaires liés à la sécurité. Des freins antiblocage aux 4 roues ont remplacé les freins antiblocage des roues arrière en 1993, avec un airbag côté conducteur introduit en 1994. La refonte de la carrosserie a ajouté une zone de déformation avant à la carrosserie[réf. nécessaire] et un feu stop monté au centre du toit rigide; le toit rigide était maintenant le point d'ancrage des ceintures de sécurité à 3 points pour les sièges arrière.
À la suite des améliorations de sécurité, le Bronco n'était plus en mesure d'être commercialisé en tant que toit rigide amovible (d'un point de vue juridique). Bien qu'il soit encore physiquement possible de l'enlever, le toit rigide contenait les supports supérieurs des ceintures de sécurité arrière et le câblage du feu stop central. Pour décourager les propriétaires de l'enlever, Ford a supprimé toute la documentation concernant le retrait du toit rigide dans le manuel du propriétaire du véhicule. Pour davantage empêcher son retrait, Ford a fixé en place le toit rigide avec des boulons Torx «inviolables» (nécessitant des outils spéciaux pour le retirer).

### Groupe motopropulseur
Le Bronco de cinquième génération a repris les précédents moteurs six cylindres en ligne de 4,9 L, V8 de 5,0 L et V8 à haut rendement de 5,8 L de la génération précédente. En 1994, le Bronco est uniquement propulsé par des moteurs V8, car le six cylindres en ligne de 4,9 L a été retiré de la gamme de modèles. En 1996, les deux groupes motopropulseurs V8 sont devenus conformes à l'OBD-II.

### Éditions spéciales
L'édition Nite monochrome était à nouveau disponible, bien que 1992 ait été sa dernière année. Des versions à peinture Monochrome ont été réintroduites de 1993 (modèle de 1994) à 1996, en tant que variante du Bronco XLT Sport, disponible en noir, rouge ou blanc. Une autre variante du XLT était une peinture bicolore vert sarcelle clair et blanc (intérieur gris anthracite);environ 600 unités étaient produites chaque année.
L'édition Eddie Bauer plein air a fait son retour, proposée de 1992 à 1996. Combinant à nouveau presque toutes les options du Bronco avec une combinaison extérieure et intérieure spécifique à la finition, le Bronco Eddie Bauer a introduit en 1994 une console au pavillon ainsi que des pare-soleil éclairés et un rétroviseur à atténuation automatique (tous deux proposés en option dans le XLT). En 1995, l'Eddie Bauer a vu l'ajout d'évents dans le pare-chocs avant (ajoutés au XLT en 1996).

### Ventes
| Année | Unités |
| ----- | ------ |
| 1992  | 25 516 |
| 1993  | 32 281 |
| 1994  | 33 083 |
| 1995  | 37 693 |
| 1996  | 34 130 |

### Arrêt
Le dernier Bronco de cinquième génération construit est sorti de la chaîne de montage de Wayne, Michigan, le 12 juin 1996[réf. nécessaire]. Selon Ford, l'arrêt de la gamme de modèles n'était lié à aucune stigmatisation créée par la récente poursuite de police d'O. J. Simpson, car les ventes de la gamme de modèles étaient en baisse avant l'incident. Pour mieux concurrencer le Chevrolet/GMC Suburban et le Chevrolet Tahoe/GMC Yukon, Ford a introduit le Ford Expedition en 1997 pour remplacer le Bronco.
Suivant la lignée des Bronco de 1978-1996, l'Expédition était dérivé du F-150 de dixième génération, mais il est passé d'une carrosserie deux portes avec un toit rigide amovible à une carrosserie de SUV cinq portes, inséré au-dessus du Ford Explorer sur base de Ranger.

### Centurion Classic (1987-1996)
Avant l'introduction du Ford Expedition de l'année modèle 1997 (et l'Excursion de 2000 qui rivalise avec la version de ¾ de tonnes), aucune Ford 4 portes n'a été lancée pour concurrencer le Chevrolet Suburban. Comme le Bronco était uniquement produit en tant que SUV deux portes après 1972, tous les Bronco quatre portes ont été développés et produits sur une base de licence par le marché secondaire.
Au cours des années 1980 et au début des années 1990, Centurion Vehicles, un convertisseur spécialisé dans les SUV Ford basé à White Pigeon, dans le Michigan, a construit le Centurion Classic, une version quatre portes des Bronco de quatrième et cinquième générations. Dans la construction de chaque Classic, Centurion accouplait la cabine multiplace d'un pick-up F-Series (depuis le montant C jusqu'à l'avant) à la carrosserie d'un Bronco (depuis le montant B jusqu'à l'arrière), y compris les panneaux de custode arrière, le toit rigide, et le hayon du SUV. Les premiers modèles utilisaient des panneaux de carrosserie arrière en fibre de verre, mais plus tard, ils étaient en acier. Comme la conversion de la carrosserie conservait la banquette arrière du Bronco, un Centurion Classic était équipé de sièges à trois rangées pouvant accueillir jusqu'à neuf personnes.
Centurion Vehicles proposait deux modèles du Classic : le C-150 (basé sur le châssis du Ford F-150, avec quatre roues motrices en option) et le C-350 (basé sur le F-350, les quatre roues motrices étaient de série),. Les deux modèles utilisaient un empattement de 3 556 mm (229 mm de plus que le Suburban); comme le F-150 n'a pas été produit en tant que cabine multiplace, un C-150 était construit à partir de trois véhicules différents (cabine multiplace, arrière du Bronco et châssis du F-150). Contrairement au Suburban 2500 de ¾ de tonnes, le C-350 Classic utilisait un châssis d'une tonne. Le C-150 était proposé avec des moteurs V8 de 5,0 L et 5,8 L; le C-350 utilisait un moteur diesel V8 de 7,3 L et un moteur essence V8 de 7,5 L (les seules variantes du Bronco à utiliser ces moteurs).
Le Centurion Classic a été offert jusqu'à la fin de la production du Bronco en 1996; bien que le Bronco ait été directement remplacé par l'Expedition, le C-150/C-350 est plus proche en taille du Ford Excursion introduit pour l'année modèle 2000,. Actuellement, le C-350 est le seul SUV produit sur un châssis d'une tonne (le Ford Excursion de 2000-2005 était produit sur un châssis de ¾ de tonnes).

### La poursuite d'O. J. Simpson
Article détaillé : Affaire O. J. Simpson
Le Ford Bronco a gagné en notoriété le 17 juin 1994, lorsqu'un Bronco XLT blanc de 1993 portant O. J. Simpson a été poursuivi dans une poursuite policière à basse vitesse sur l'Interstate 405, se terminant par sa reddition éventuelle. L'incident a été diffusé à la télévision dans le monde entier, avec environ 95 millions d'Américains regardant en direct.

## Sixième génération (2021 -)
Le Ford Bronco VI est un véhicule tout-terrain produit par le constructeur automobile américain Ford à partir de 2021.

### Présentation
Le Ford Bronco de sixième génération est dévoilé le 13 juillet 2020, soit 24 ans après la dernière génération produite. Il existe en 2 portes, 4 portes et version courte Bronco Sport 2 portes.
Il fait sa première européenne en janvier 2023 à l'occasion du Salon de l'automobile de Bruxelles.

### Caractéristiques techniques
Le Bronco de 2021 repose sur un châssis échelle en acier. Il reçoit des suspensions indépendantes à l'avant et d'un essieu rigide à ressorts hélicoïdaux à l'arrière.

#### Motorisations
Le Bronco donne le choix entre un quatre-cylindres en ligne EcoBoost 2,3 litres de 274 ch (201 kW) provenant de la sixième génération de Ford Mustang ou un V6 EcoBoost 2,7 litres de 314 ch (231 kW). Les deux motorisations pouvant être associée à une boite manuelle à 7 rapports, ou une automatique à 10 vitesses.
Le Bronco Sport peut recevoir un trois cylindres en ligne 1,5 EcoBoost de 184 ch (135 kW) ou un quatre cylindres en ligne 2,0 L EcoBoost de 248 ch (183 kW) provenant tous deux du Ford Kuga III.

## Concepts et prototypes

### Bronco Dune Duster de 1966
Pour le Salon de l'auto de Detroit 1965, Ford a construit un Bronco roadster spécial. Selon Ford,
Une version spéciale et personnalisée du Bronco de 1966 de la division Ford, le Dune Duster, sera présentée au Salon de l'auto de Detroit du 27 novembre au 5 décembre. Le véhicule de type utilitaire/sportif a été conçu au Ford's Styling Center à Dearborn et construit par Parris Kustom à North Hollywood, en Californie. La peinture extérieure est le produit Golden Saddle Pearl spécialement formulé et les modifications comprennent un arceau de sécurité approuvé par la NHRA avec des appuie-têtes intégrés, un pare-brise conçu pour compléter le contour de l'arceau de sécurité, appliques en noyer sur les panneaux latéraux arrière et tuyaux d'échappement chromés apparents. Les aménagements intérieurs personnalisés comprennent un volant en noyer et des sièges avant baquets avec des bords extérieurs en daim roux et des coussins et dossiers en cuir perforé. Le tableau de bord est garni d'un rembourrage en daim et il est équipé de boutons de commande garnis de noyer. Des strapontins ont été ajoutés au compartiment arrière, au-dessus des roues, et un couvre-bagages pour la protection du compartiment arrière peut être ajouté avec une fermeture à bouton-pression à fixation rapide.

### Bronco Wildflower de 1970
En 1970, Ford a réhabillé le Dune Duster en Wildflower :
Le Wildflower, une version spécialement personnalisée du populaire Bronco à quatre roues motrices de la division Ford, sera certainement l'une des voitures d'exposition les plus colorées exposées aux salons automobiles cette année. Le véhicule unique, planifié dans le centre de conception de Ford à Dearborn, Michigan, a été considérablement modifié, à l'intérieur comme à l'extérieur, pour obtenir une apparence vivante et insouciante avec des caractéristiques de luxe et de sécurité supplémentaires. La caractéristique extérieure dominante du Wildflower est le traitement de vif peinture multicolore. Le design psychédélique des bleus, des jaunes et des rouges est surmonté d'une calandre rose.

### Big Bronco concept de 1973
Préfigurant le Bronco de 1978, le Shorthorn a été construit sur le châssis d'un F-100 raccourci de 1973. Le prototype utilisait un toit amovible en fibre de verre du Chevrolet Blazer et mariait les ailes arrière directement aux portes avant.
Selon l'ingénieur du style avancé des SUV légers de Ford, George Peterson.
L'empattement du pick-up F-Series à empattement court a été raccourci et les panneaux intérieur et extérieur de la benne du pick-up ont été raccourcis pour rejoindre les portes du F-Series. Nous avons eu l'idée qu'un simple estampage à l'intérieur et à l'extérieur de la benne nous permettrait de marier les pièces arrière au montant B. Pas si vite, il y avait un décalage de 1/10e de pouce entre les panneaux en raison de l'étendue de la ceinture de caisse. Donc, cette idée n'était pas réalisable pour la production, mais c'était OK pour un prototype ou un concept. Pour fabriquer le toit en fibre de verre de l'arrière, nous avons retiré le toit d'un Chevrolet Blazer et l'avons accouplé à la benne du pick-up de Ford. Ce toit gardait le hayon du Blazer. L'idée pour l'avant du toit était d'avoir un contour de toit de style pseudo Targa qui s'étendait sur le toit. Que ce contour au-dessus du toit puisse être interprété comme un arceau de sécurité était une grande aggravation pour les conseils de Ford, de sorte que le prototype n'avait pas cette caractéristique de conception.
En plus du Shorthorn, Ford a également développé le Longhorn (SUV de même taille que le Suburban quatre portes), le Midhorn (taille moyenne) et le Widehorn. George Peterson note que "le Widehorn était six pouces plus large que le F-Series standard et il devait avoir des feux de circulation sur le toit pour des raisons de réglementation sur le dégagement".
Le seul concept de Big Bronco à avoir vu la production, le Shorthorn, a été retardé jusqu'en 1977 en raison de la crise pétrolière de l'OPEP.

### Bronco Montana Lobo de 1981
Construit sur un châssis de Bronco de 1977, il comprenait «une paire de grandes portes à bulles en plexiglas amovibles et qui ressemblaient vaguement à l'étendue de plastique transparent qui passait pour des portes quatre saisons sur le Dune Duster. Il comprenait un arceau de sécurité qui – bien que probablement pas certifié par la NHRA et bien intégré à des persiennes latérales et des lumières – avait toujours un profil aérodynamique grossier comme celui du Dune Duster. Il comprenait des tuyaux latéraux comme ceux du Dune Duster. Il comprenait des banquettes rabattables pour former un lit comme dans le Dune Duster De plus, le Montana Lobo comprenait des pare-chocs en mousse, un treuil intégré au pare-chocs avant, une rampe de chargement escamotable intégrée au hayon, compartiments de rangement intégrés aux côtés de la benne, un toit en T et une massive vitre teintée qui s'ouvre entre la cabine et le benne",.

### Bronco DM-1 de 1988
Construit sur une plate-forme de Ford Escort, le concept DM-1 était un "concept car à 4 roues motrices, c'était le design gagnant d'un concours parrainé par Ford pour les étudiants en art industriel. M. Derek Millsap, qui a créé le véhicule utilitaire sportif à 5 places, a prêté ses initiales au nom Bronco DM-1. La carrosserie bulbeuse était faite de fibre de verre renforcée d'acier, et le grand hayon s'étendait dans le toit."

### Bronco concept de 2004
Au Salon international de l'auto de l'Amérique du Nord 2004, un concept car de Ford Bronco a été dévoilé. Inspiré du Ford Bronco de première génération (1966-1977), le concept de 2004 a adopté un empattement court, des phares ronds et une ligne de toit carrée; le concept a marqué l'une des premières utilisations d'une calandre à trois barres sur les véhicules Ford. Utilisant un design extérieur minimaliste, le design du Bronco a été dévoilé aux côtés d'un concept de Shelby Cobra lors du même salon.
Utilisant la plate-forme CD2 de Ford du Ford Escape,, le Bronco concept était propulsé par un moteur quatre cylindres turbodiesel de 2,0 litres (de la Ford Mondeo) et une transmission manuelle à six vitesses. En remplacement de ControlTrac II, un système à quatre roues motrices «intelligent» était destiné à améliorer la stabilité et l'économie de carburant.
Le personnage de Dwayne Johnson conduit le Bronco concept dans son film de 2018, Rampage : Hors de contrôle.

### Bronco R prototype de 2020
Lors du Baja 1000 de 2019, Ford a présenté le Ford Bronco R prototype avec la transmission du nouveau Bronco de 2021, encore inédit, dans le but de tester le moteur, la transmission et le système à quatre roues motrices à utiliser dans le Bronco de sixième génération, conforme aux spécifications de production. Il a été pensé que le Baja 1000 était le test parfait pour le nouveau véhicule tout-terrain produit par Ford, avec 1 609 km dans certains des terrains les plus accidentés du monde. La course de 2020 a également été plus difficile après avoir été retardée de 24 heures en raison de précipitations excessives les jours précédant l'événement. Avec les précipitations excessives, l'un des copilotes de catégorie 1 que Ford a utilisés dans la course l'a appelé le "Mud Bog 1000". Alors que le Bronco R prototype utilisé pour le Baja 1000 partageait certains composants avec le Bronco de production, Ford a équipé le Bronco R d'une suspension de course tout-terrain ainsi que de roues tout-terrain et de pneus tout-terrain de 37 pouces. Le Bronco R a également utilisé un réservoir de carburant de 265 litres pendant la course, permettant au prototype de parcourir jusqu'à 507 km du parcours avant de faire le plein. Bien que cela aurait été un avantage significatif pour l'équipe Bronco R, il n'a pas été mis à profit. L'équipe Bronco R s'est arrêtée tous les 209 km pour changer de conducteur, vérifier l'état du véhicule et s'assurer qu'aucune réparation n'était nécessaire à ce moment-là.
Ford n'a pas divulgué les détails du moteur utilisé dans le Bronco R. La seule information connue était que le moteur était un moteur EcoBoost à double turbo. En ce qui concerne le système à quatre roues motrices, le véhicule n'a rencontré aucun problème avec les sections boueuses du parcours. Alors que les pilotes n'avaient qu'à utiliser les quatre roues motrices à faible engrenage pour sortir de la boue épaisse, le Bronco R s'est arrêté à plusieurs reprises le long du parcours pour tirer les autres concurrents de la boue, y compris un trophy truck de près de 2 700 kg. Alors que le moteur, la transmission et les quatre roues motrices du Bronco R ont résisté sans problème, de nombreux composants de suspension du marché secondaire ne se sont pas comportés de la même manière. À 797 km du trajet de 1 609 km, l'axe, le bras de suspension inférieur et le joint homocinétique côté passager avaient été détruits. L'équipe a pu résoudre la plupart des problèmes et a pu continuer la course jusqu'aux environs de 930 km, lorsque les ventilateurs de refroidissement du moteur ont commencé à lâcher (un ventilateur s'était complètement grippé, tandis que l'autre ne fonctionnait pas à vitesse maximale) provoquant la surchauffe du Bronco R et il a dû être remorqué sur environ 13 km jusqu'à la prochaine station-service. Après environ 30 minutes de travail sur le Bronco R pour essayer de le remettre sur la bonne voie, Ford a retiré le véhicule de la course en raison de graves problèmes mécaniques.